# Fiesta (canción de Helena Paparizou)
«Fiesta» es el tercer sencillo de la cantante griega Helena Paparizou añadido en su sexto álbum en griego. Se trata de una canción pop de corte latino estrenada en las principales radios griegas el 27 de junio para ser lanzada de forma oficial una semana después, el 4 de julio. La música está compuesta y producida de la mano de Michael Tsaousopoulos y Teo Tzimas con letra de Dimitris Beris. La canción tiene dos versiones, una en griego para seguir la línea promocional de su sexto álbum en griego y otra en inglés destinada a Suecia y a un público más internacional. 

## Antecedentes
El 21 de mayo comenzaba a comentarse por las redes sociales que Helena Paparizou lanzaría un nuevo sencillo para junio. Ese mismo día el compositor y productor de la canción colgaba en su cuenta de Instagram una foto con la cantante en el estudio.

## Composición
Es una canción de estilo latino compuesta por  Teo Tzimas y Michael Tsaousopoulos, compositores acostumbrados a escribir canciones con ritmos latinos y veraniegos. La letra de la versión griega está escrita por Dimistris Beris mientras que la versión en inglés tiene letra de Nektarios Tirakis. La canción mezcla los ritmos latinos como se puede notar en las percusiones con el sonido de una guitarra española punteando durante toda la canción.

## Promoción
La primera vez que sonó la canción fue en el teaser publicado por la discográfica de Helena Paparizou, EMI Music, el 17 de junio. La primera vez que se escuchó "Fiesta" fue en los 2016 MAD VMA el 28 de junio. Helena Paparizou interpretó la canción junto a más de quince bailarines. El siguiente viernes, 1 de julio, Paparizou cantaba en directo el nuevo sencillo en la semifinal del programa Factor X de Grecia. El lunes 4 de julio se lanzaba la canción en todas las tiendas digitales y en portales o páginas web como Spotify o Youtube. La promoción continuó con la gira de conciertos que realizó la cantante por diferentes ciudades griegas donde interpretaba la canción como inicio de los conciertos y como final. El 22 de julio lanzó en Vimeo el videoclip de "Fiesta" consiguiendo ponerlo como el más visto en el primer mes de todos los que había publicado con anterioridad.
El 9 de septiembre, Helena Paparizou participó en el festival Amita Motion que se celebró en el Complejo Olímpico de Deportes de Atenas. Helena comenzó sus actuaciones cantando un remix preparado para la ocasión de Fiesta.

### Videoclip
El videoclip, dirigido por Vangelis Tsaousopoulos, fue rodado el 13 de julio en el Island Club, una discoteca y restaurante situado en el barrio costero ateniense Varkiza. Fue publicado en Vimeo el 22 de julio con una gran acepción.

## Canciones
Fiesta

| N.º | Título   | Duración |  |
| 1.  | «Fiesta» | 3:04     |  |

Fiesta (English Version)

| N.º | Título                     | Duración |  |
| 1.  | «Fiesta - English Version» | 3:04     |  |

## Posicionamiento
| Listas                  | Posición más alta |
| ----------------------- | ----------------- |
| Grecia iTunes Chart     | 1                 |
| Chipre iTunes Chart     | 1                 |
| Catar iTunes Chart      | 3                 |
| Rumanía iTunes Chart    | 24                |
| Grecia Airplay Chart    | 1                 |
| Finlandia iTunes Chart  | 24                |
| Spotify Viral 50 Greece | 4                 |
| Suecia Downloads Chart  | 20                |